# 레벨집합

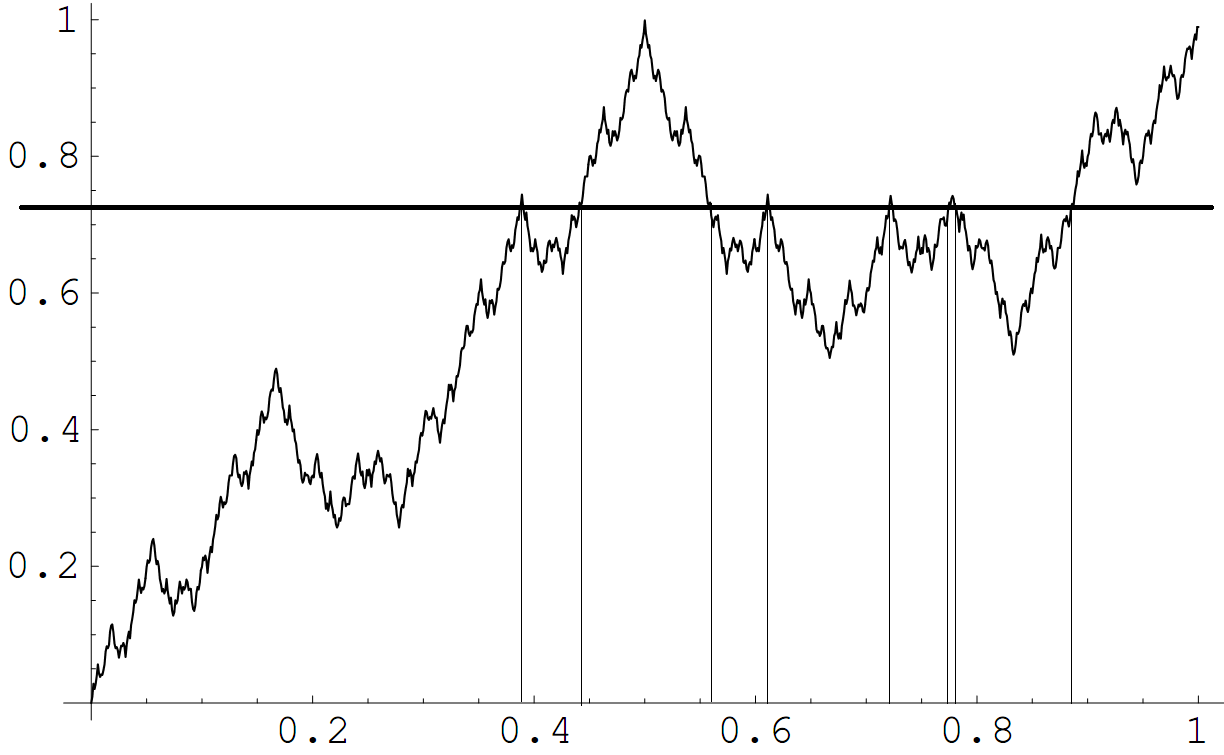

레벨집합(level set)은 실변수 실함수인 다변수 함수의 함수값이 같은 집합이다.

## 같이 보기
- 레벨집합 방법
- 등치선
- 그래프의 윗부분(epigraph)
- 그래프의 아랫부분(hypograph)
- 초곡면